# Bruce Davidson (fotograf)
Bruce Landon Davidson (n. 5 septembrie 1933, Oak Park, Cook County, Illinois, SUA) este un fotograf de origine americană. Acesta este membru al agenției Magnum Photos începând cu anul 1958. Fotografiile sale, în special cele realizate în Harlem, New York City, au fost expuse și publicate la scară largă. Acesta este cunoscut pentru  fotografierea comunităților marginalizate și considerate ostile de către societate. 

## Biografie

### Tinerețe și educație
Davidson s-a născut pe 5 septembrie 1933, în Oak Park, o suburbie din Chicago, într-o familie de evrei de origine poloneză . Când avea 10 ani, mama lui i-a construit o cameră obscură în subsolul lor și el a început să facă fotografii.  Când Bruce avea cincisprezece ani, mama sa s-a recăsătorit cu un locotenent comandant care activa în marină, căruia i s-a oferit o cameră Kodak cu telemetru, pe care Davidson a folosit-o cu acordul tatălui său vitreg, înainte de a primi o cameră mai avansată pentru bar mitzvah .  El a fost angajat la Austin Camera și a fost abordat de fotograful de știri local  Al Cox,  care l-a învățat aspectele tehnice ale fotografiei, pe lângă abilitățile de iluminare și imprimare, inclusiv culoarea de transfer al colorantului . Printre influențele sale în domeniul artistic se numără Robert Frank, Eugene Smith  și Henri Cartier-Bresson .  
Când avea vârsta de 19 ani, Davidson a fost pentru prima dată recunoscut la nivel național pentru fotografia sa, prin câștigarea premiului Kodak National High School în 1952, pentru o imagine cu o bufniță.   Din 1951, Davidson a studiat la Rochester Institute of Technology unde a folosit un Contax achiziționat la mâna a doua pentru a fotografia în cadrul Lighthouse Mission  în timp ce studia sub îndrumarea lui Ralph Hattersley, iar în 1955 și-a continuat studiile postuniversitare la Universitatea Yale, unde a studiat filosofia, pictura, și fotografie sub designerul grafic Herbert Matter, fotograful și designerul Alexey Brodovitch și artistul Josef Albers .  Davidson ia arătat lui Albers o cutie cu amprente cu alcoolici pe Skid Row ; Albers i-a spus să renunțe la munca lui „sentimentală” și să se alăture clasei sale de desen și culoare.  Pentru teza sa, Davidson a creat un eseu foto, „Tension in the Dressing Room”, prima sa lucrare publicată în  Life, documentând emoțiile jucătorilor de fotbal din Yale din spatele jocului.  